# Go Ahead in het seizoen 1963/64
Het seizoen 1963/1964 was het 10e jaar in het bestaan van de Deventerse betaaldvoetbalclub Go Ahead. De club kwam uit in de Eredivisie en eindigde daarin op de 12e plaats. Tevens deed de club mee aan het toernooi om de KNVB Beker, hierin werd in de tweede ronde verloren van Fortuna '54 (0–3).

## Wedstrijdstatistieken

### Eredivisie
|       | ADO   | Ajax  | Blauw-Wit | DOS   | DWS/A | Feijenoord | Fortuna '54 | GVAV  | Heracles | MVV   | NAC   | PSV   | Sparta | Sportclub Enschede | Volendam |
| ----- | ----- | ----- | --------- | ----- | ----- | ---------- | ----------- | ----- | -------- | ----- | ----- | ----- | ------ | ------------------ | -------- |
| Thuis | 3 – 4 | 1 – 0 | 3 – 4     | 0 – 2 | 1 – 1 | 3 – 2      | 0 – 2       | 1 – 2 | 2 – 2    | 1 – 2 | 1 – 3 | 2 – 0 | 0 – 5  | 2 – 0              | 2 – 2    |
| Uit   | 0 – 1 | 4 – 2 | 1 – 1     | 2 – 4 | 0 – 0 | 1 – 1      | 6 – 1       | 1 – 1 | 2 – 1    | 1 – 1 | 2 – 2 | 4 – 0 | 5 – 0  | 0 – 3              | 2 – 2    |

### KNVB Beker
| 1e ronde                                        | PEC                       | '1 – 2 (1 – 1, 1 – 1)' Na verlenging | Go Ahead                                     |
| 29 september 1963 Plaats: Zwolle De Vrolijkheid | Wannie Sterken 25' (pen.) |                                      | 2' (pen.) Egbert ter Mors 94' Gerrit Niehaus |
| 2e ronde                                        | Go Ahead                  | 0 – 3 (0 – 0)                        | Fortuna '54                                  |
| 17 november 1963 Plaats: Deventer Vetkampstraat |                           |                                      | 74', 76' Piet van Rhijn 86' Peter Benen      |

## Statistieken Go Ahead 1963/1964

### Eindstand Go Ahead in de Nederlandse Eredivisie 1963 / 1964
| Stand | Gespeeld | Gewonnen | Gelijk | Verloren | Punten | Doelpunten voor | Doelpunten tegen |
| ----- | -------- | -------- | ------ | -------- | ------ | --------------- | ---------------- |
| 12e   | 30       | 7        | 10     | 13       | 24     | 42              | 62               |

### Topscorers
| #      | Naam               | Goal |
| ------ | ------------------ | ---- |
| 1.     | Egbert ter Mors    | 12   |
| 2.     | Rikkert La Crois   | 10   |
| 3.     | Jan-Willem Weijers | 5    |
| 3.     | Gerard Wüstefeld   | 5    |
| 5.     | Chris Lefering     | 4    |
| 5.     | Chris de Vries     | 4    |
| 7.     | Gerrit Borghuis    | 1    |
| 7.     | Gerrit Niehaus     | 1    |
| Totaal | Totaal             | 42   |

| #      | Naam            | Goal |
| ------ | --------------- | ---- |
| 1.     | Egbert ter Mors | 1    |
| 1.     | Gerrit Niehaus  | 1    |
| Totaal | Totaal          | 2    |

## Voetnoten
ADO ·
Ajax ·
Blauw-Wit ·
DOS ·
DWS ·
Sportclub Enschede ·
Feijenoord ·
Fortuna '54 ·
Go Ahead ·
GVAV ·
Heracles ·
MVV ·
NAC ·
PSV ·
Sparta ·
Volendam